# ExoMars Trace Gas Orbiter
ExoMars Trace Gas Orbiter är en rymdsond som ska studera planeten Mars. Rymdsonden är byggd av Thales Alenia Space i Italien och är ett samarbete mellan europeiska ESA och ryska Roskosmos inom programmet ExoMars. Den sköts upp med en Proton-M-raket från kosmodromen i Bajkonur den 14 mars 2016. Rymdsonden gick in i omloppsbana runt planeten Mars den 19 oktober 2016. Farkostens omloppsbana kommer under ett antal månader justeras för att slutligen få en banlutning på 74°, en omloppstid på två timmar och en höjd av 400 km.
Rymdsonden Schiaparelli åkte snålskjuts med ExoMars Trace Gas Orbiter på resan till Mars.

### Fotnoter
1. ↑  ”NASA Space Science Data Coordinated Archive” (på engelska). NASA. https://nssdc.gsfc.nasa.gov/nmc/spacecraft/display.action?id=2016-017A. Läst 29 mars 2020.
2. ↑  www.spaceflightinsider.com Arkiverad 25 oktober 2016 hämtat från the Wayback Machine., läst 7 februari 2017.